# جادوی سیاه (فیلم ۱۹۴۹)
جادوی سیاه (انگلیسی: Black Magic) فیلمی به کارگردانی گرگوری راتوف و اورسن ولز است که در سال ۱۹۴۹ منتشر شد.

## بازیگران
- آکیم تامیروف
- اورسن ولز
- والنتینا کورتس
- مارگوت گراهام
- ریموند بر
- سیلوانا مانگانو
- میلی ویتاله
- رانالد آدام
- رزینا گالی
- تاتیانا پاولونا
- رابرت اتکینز
- جوزپه وارنی
- هریت وایت
- فرانک لاتیمور